# Yukarı Çağlar, Ermenek
Yukarıçağlar là một xã thuộc huyện Ermenek, tỉnh Karaman, Thổ Nhĩ Kỳ. Dân số thời điểm năm 2011 là 758 người.